# ألان بيست
ألان بيست (بالإنجليزية: Alan Bissett)‏ هو كاتب مسرحي وكاتب بريطاني، ولد في 17 نوفمبر 1975 في فالكيرك ‏ في المملكة المتحدة.

## وصلات خارجية
- الموقع الرسمي
- ألان بيست على موقع IMDb (الإنجليزية)
- ألان بيست على موقع ميوزك برينز (الإنجليزية)